# Brandon Mychal Smith
Brandon Mychal Smith (Los Angeles, 29 maggio 1989) è un attore e cantante statunitense.

## Carriera
Smith ha vinto un Family Television Award e Young Artist Award nel 2007 per la sua interpretazione di Tayshawn in The Ron Clark Story, con Matthew Perry nel 2006. I suoi altri ruoli sono quello in La gang di Gridiron come Bug Wendal nel 2006, e un ruolo ricorrente come Mario in Unfabulous nella stagione 2004-2005. Ha poi avuto due ruoli principali in Phil dal futuro nella stagione 2005-2006 come Lil Danny Dawkins e in Sonny tra le stelle come Nico Harris nel 2009 ed adesso è in programmazione la seconda stagione. Ha recitato nel 2010 nel film Disney per la televisione, StarStruck - Colpita da una stella nel ruolo di Albert J. Stubbins (Stubby). Smith interpreta anche la canzone e il video musicale Party Up per i film.
Ha anche recitato in Raven nel 2005, in un episodio di The District nel 2002, in un episodio di The Shield nel 2005, in un episodio di Senza traccia. Nel 2006 ha interpretato il ruolo di Lucky Louie in Bones. Ha anche partecipato a Dancing with the Stars, la versione americana di Ballando con le Stelle, ma su ghiaccio.

## Filmografia

### Cinema
- Grind, regia di Casey La Scala (2003)
- La gang di Gridiron (Gridiron Gang), regia di Phil Joanou (2006)
- The Ron Clark Story, regia di Randa Haines (2006)
- Weapons, regia di Adam Bhala Lough (2007)
- Elle-L'ultima Cenerentola (Elle: A Modern Cinderella Tale), regia di John Dunson e Sean Dunson (2010)
- Get on Up - La storia di James Brown, regia di Tate Taylor (2014)
- Hoovey, regia di Sean McNamara (2015)
- Nonno scatenato (Dirty Grandpa), regia di Dan Mazer (2016)
- La donna più odiata d'America (The Most Hated Woman in America), regia di Tommy O'Haver (2017)

### Televisione
- The District – serie TV, episodio 2x22 (2002)
- Unfabulous – serie TV, 9 episodi (2004-2005)
- The Shield – serie TV, episodio 4x01 (2005)
- Raven – serie TV, episodio 3x25 (2005)
- Phil dal futuro (Phil of the Future) – serie TV, 18 episodi (2005-2006)
- Senza traccia (Without a Trace) – serie TV, episodio 4x11 (2006)
- Lucky Louie – serie TV, episodio 1x03 (2006)
- Bones – serie TV, episodio 2x03 (2006)
- All of Us – serie TV, episodio 4x04 (2006)
- The Ron Clark Story – film TV, regia di Randa Haines (2006)
- Zoey 101 – serie TV, episodio 3x08 (2007)
- The Forgotten – serie TV, episodio 1x03 (2009)
- Sonny tra le stelle (Sonny with a Chance) – serie TV, 46 episodi (2009-2011)
- StarStruck - Colpita da una stella (StarStruck) – film TV, regia di Michael Grossman (2010)
- So Random! – serie TV, 26 episodi (2011-2012)
- Let It Shine, regia di Paul Hoen – film TV (2012)
- You're the Worst – serie TV, 21 episodi (2014-2019)
- One Big Happy – serie TV, 6 episodi (2015)
- Quattro matrimoni e un funerale (Four Weddings and a Funeral) – miniserie TV, 10 episodi (2019)

## Doppiatori italiani
Nelle versioni in italiano delle opere in cui ha recitato, Brandon Mychal Smith è stato doppiato da:
- Stefano De Filippis in Sonny tra le stelle, Starstruck - Colpita da una stella, So Random!
- Raffaele Carpentieri in Nonno scatenato, Appendage
- Gianluca Crisafi in Let It Shine
- Paolo Vivio in Get on Up - La storia di James Brown
- Alessandro Germano in Relationship Status
- Flavio Aquilone in La donna più odiata d'America
- Gabriele Vender in Quattro matrimoni e un funerale